# Wintershof (Eichstätt)
Wintershof ist ein Ortsteil der Großen Kreisstadt Eichstätt im oberbayerischen Landkreis Eichstätt.

## Lage
Das Kirchdorf Wintershof liegt nördlich der Kreisstadt Eichstätt auf der Hochfläche der Fränkischen Alb zwischen den Jura-Steinbruchgebieten Wintershof-West und Wintershof-Ost.

## Geschichte
Frühere Versionen des Ortsnamens sind Wintershouen, Wintershove, Windischhof, Winttershoffen, Winterßhoff und Wünttershof. Die erste Nennung stammt von 1279 in einem Hochstiftsurbar des Eichstätter Bischofs Konrad I. 1355 erscheint ein Adeliger namens Heinrich der Zagel von Wintershof als Urkundenzeuge. Im 15. Jahrhundert hatte die Adelsfamilie Klebsattel Besitz in Wintershof; 1482 ging dieser Besitz an Fürstbischof Wilhelm von Reichenau über. Auch das Kloster Rebdorf hatte hier Besitz, der 1486 ebenfalls an den Bischof kam. 1555 weist ein Landvogteibuch 14 steuerpflichtige Untertanen namentlich aus. Ab 1630 wurden Sterberegister geführt. In einer landvogteiischen Seelenbeschreibung von 1756 ist von 18 Untertanen/Anwesen die Rede. Fünf weitere Untertanen/Höfe gehörten zum Eichstätter Domkapitelamt.

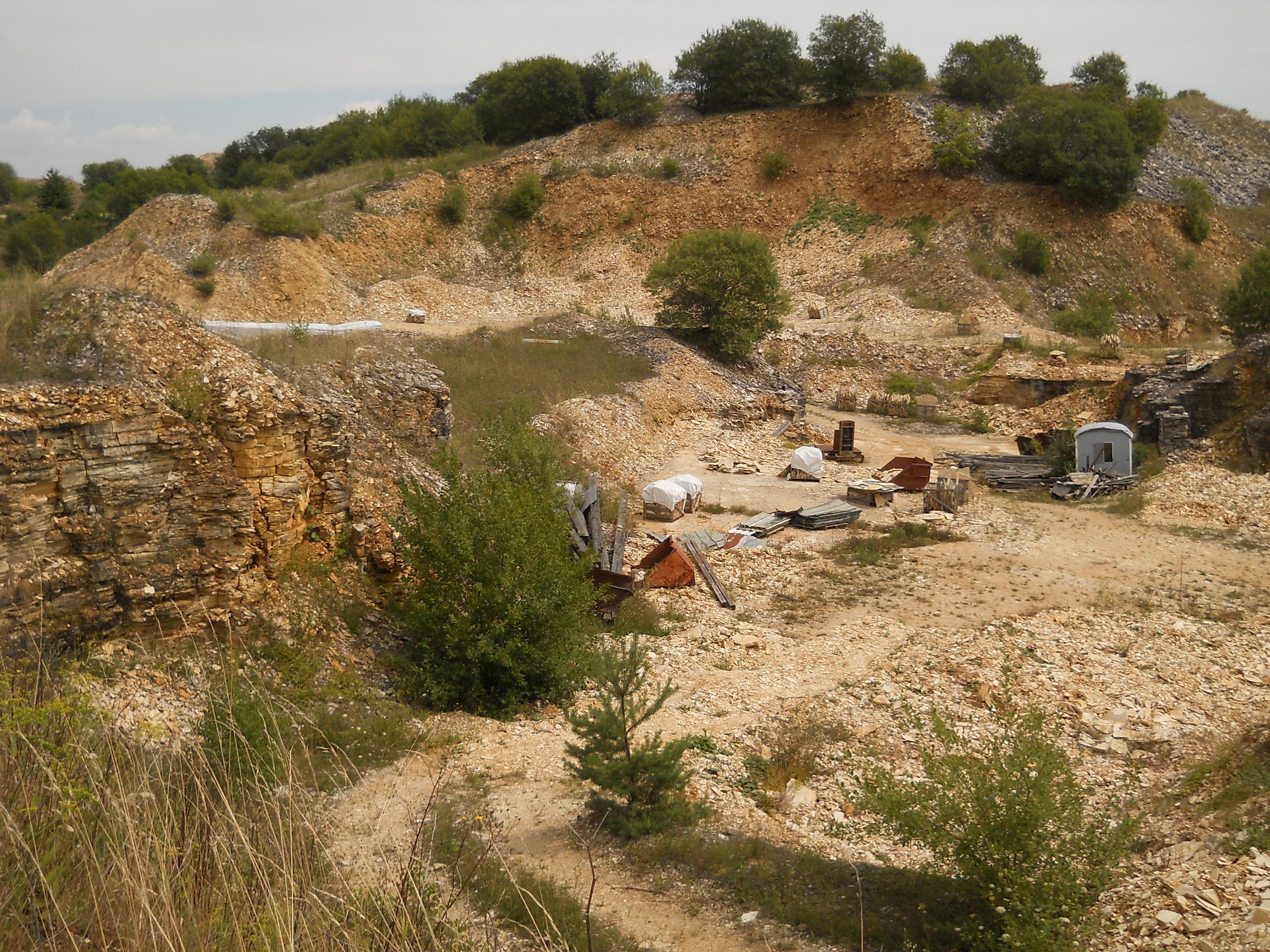
Jura-Steinbruch im Osten von Wintershof

1806 wurde Wintershof bayerisch und dem Landgericht Eichstätt zugeteilt. 1808 kam das Dorf aus 17 Häusern und 21 Familien zum Steuerdistrikt Workerszell. Im Fürstentum des Herzogs von Leuchtenberg wurde Wintershof 1818 wieder selbständige Gemeinde. 1830 wohnten in den 17 Häusern des Dorfes insgesamt 212 Einwohner. Der nach 1850 entstandene Weiler Lüften lag halb auf Wintershofer, halb auf Preither Gebiet; er wurde 1868 zur Gänze Preith zugeteilt. 1911 wurde ein Feuerwehrhaus erbaut; ebenfalls 1911 wurde Wintershof an die Wasserversorgung angeschlossen. 1921 wurde im Ort ein öffentliches Telefon installiert. 1925/26 wurde der Ort an das elektrische Netz des Fränkischen Überlandwerkes angeschlossen. Seit 1958 steht auf Gemeindegebiet eine Fernseh-Umsetzeranlage.
Am 1. Mai 1978 wurde die Gemeinde Wintershof im Rahmen der Gebietsreform in Bayern nach Eichstätt eingemeindet. 1983 gab es in Wintershof 16 landwirtschaftliche Betriebe und fünf Steinbruchbetriebe. Insbesondere im Steinbruchgebiet Wintershof-West wurden zahlreiche (Klein-)Fossilien gefunden und in Fachzeitschriften beschrieben.

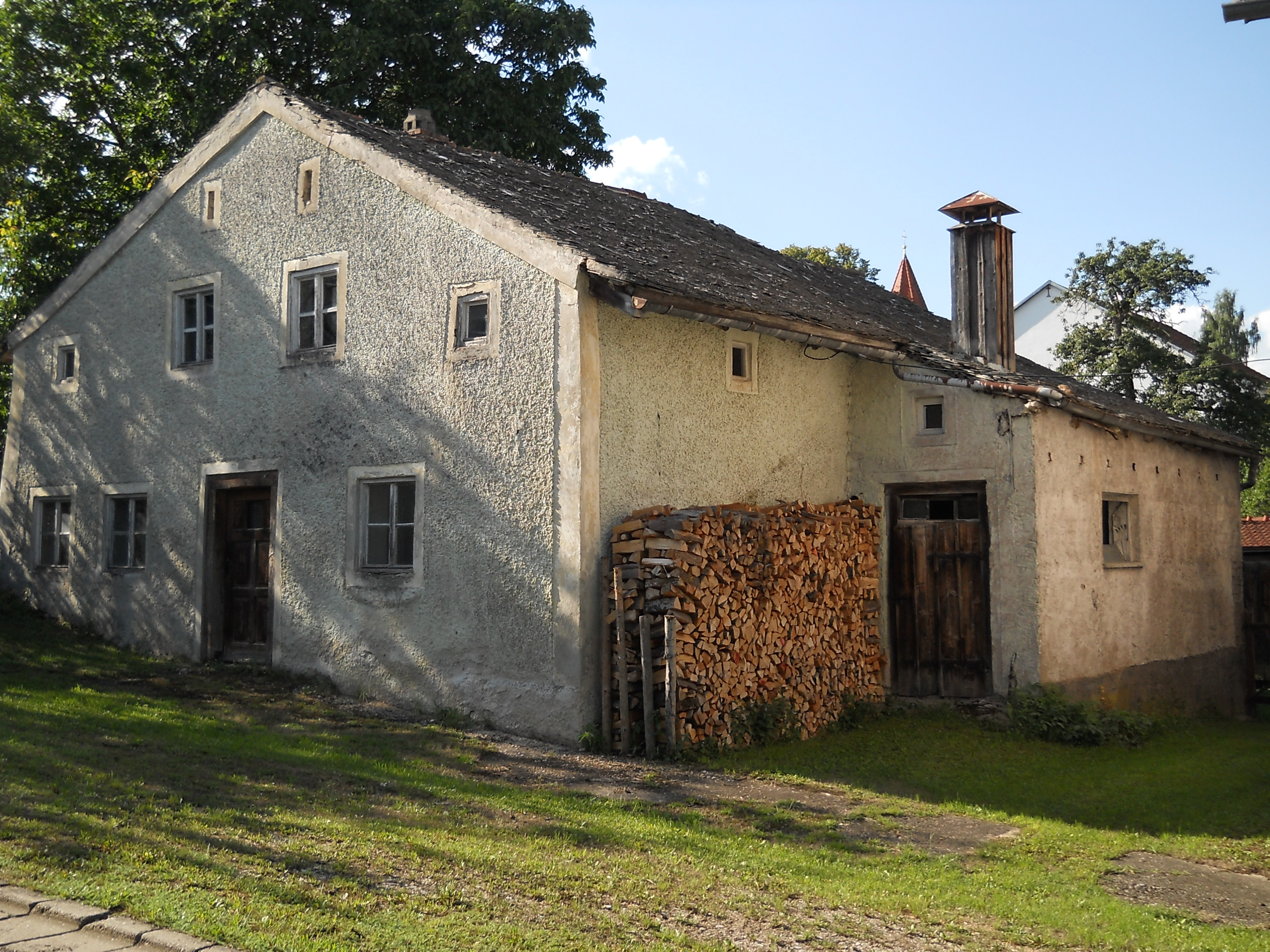
Ein Jura-Haus in Wintershof

In Wintershof gibt es noch einige herkömmliche Jura-Bauten mit Legschieferdächern.

## Katholische Filialgemeinde Hl. Kreuz

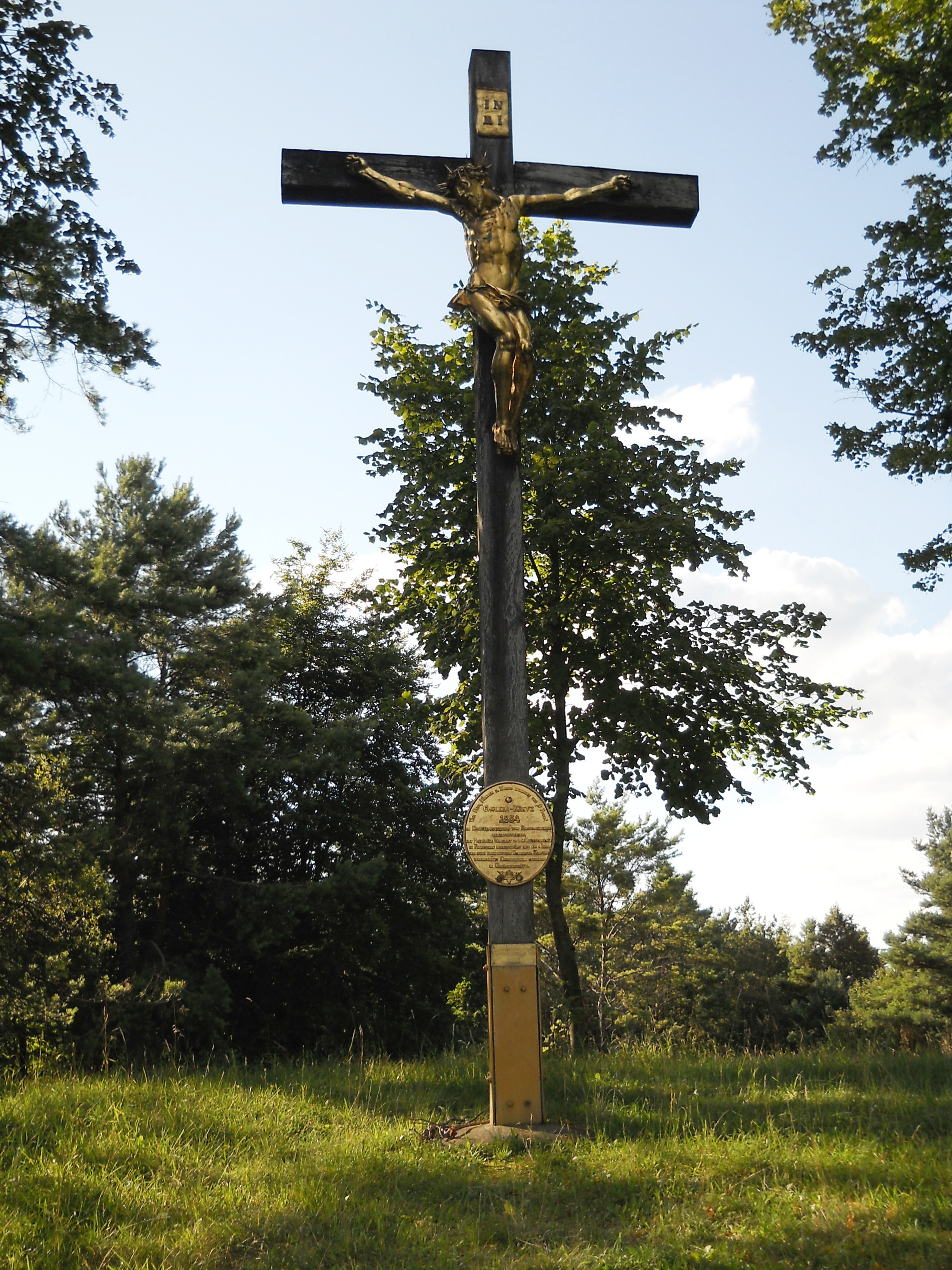
Das Hohe Kreuz

1746 erbaute die Gemeinde unter Abbruch einer Feldkapelle an der „Fuhrwegmitte“ eine katholische Ortskapelle; eine Messlizenz wurde nicht erteilt. Bei der Bildung der Pfarrei St. Michael in Rupertsbuch im Jahr 1749 wurde Wintershof der neuen Pfarrei zugeschlagen und war von dort aus seelsorgerlich zu versorgen. 1790 wurde ein Altar konsekriert. 1800/01 lieferte Glockengießer Josef Stapf aus Eichstätt zwei Glocken, zu denen 1921 zwei Stahlglocken der Firma Ulrich & Weule aus Apolda (Thüringen) kamen. Ein völlig neues vierstimmiges Geläute kam 1955 in den Turm. 1814 teilte ein königliches Organisationsdekret Wintershof als Filiale Hl. Kreuz der Eichstätter Stadtpfarrei St. Walburg zu. 1937 wohnten im Ort 158 Katholiken. 1955 wurde durch den Ingolstädter Architekten Josef Elfinger eine neue Kirche, die Heilig-Kreuz-Kirche, unter Beibehaltung des alten Kirchturms erbaut und mit einem Walmdach versehen. Das ehemalige Altarbild Mariä Krönung malte der Ingolstädter Maler Caspar Freisinger. Seit 1933 gehört das Cholerakreuz von 1854 oberhalb von Eichstätt, auch Hohes Kreuz genannt, der Kirchenstiftung Wintershof. Ebenfalls 1933 wurde am östlichen Ortsrand von privater Seite eine Flurkapelle errichtet, die heute am Rand eines Steinbruchs steht.

## Vereine
- Freiwillige Feuerwehr Wintershof e. V. (seit 1885)
- d'Wintershofer e. V.

## Söhne und Töchter des Ortes
- Alfred Bamberger (* 1957), deutscher Politiker (AfD)